# Larry Smith (cestista)
Larry Smith (Rolling Fork, 18 gennaio 1958) è un ex cestista e allenatore di pallacanestro statunitense, professionista nella NBA.

## Carriera
È stato selezionato dai Golden State Warriors al secondo giro del Draft NBA 1980 (24ª scelta assoluta).
Con gli Stati Uniti ha disputato le Universiadi di Città del Messico 1979.

## Statistiche

### NBA

#### Regular season
| Anno      | Squadra           | PG  | PT  | MP   | TC%  | 3P% | TL%  | RP   | AP  | PRP | SP  | PP   |
| --------- | ----------------- | --- | --- | ---- | ---- | --- | ---- | ---- | --- | --- | --- | ---- |
| 1980-1981 | G.S. Warriors     | 82  | -   | 31,4 | 51,2 | -   | 58,8 | 12,1 | 1,1 | 0,9 | 0,8 | 9,6  |
| 1981-1982 | G.S. Warriors     | 74  | 55  | 29,9 | 53,4 | 0,0 | 55,3 | 11,0 | 1,1 | 0,9 | 0,7 | 7,1  |
| 1982-1983 | G.S. Warriors     | 49  | 41  | 29,2 | 58,8 | -   | 53,5 | 9,9  | 0,9 | 0,7 | 0,4 | 8,4  |
| 1983-1984 | G.S. Warriors     | 75  | 63  | 27,9 | 56,0 | -   | 56,0 | 9,0  | 1,0 | 0,8 | 0,3 | 7,8  |
| 1984-1985 | G.S. Warriors     | 80  | 78  | 31,2 | 53,0 | -   | 60,5 | 10,9 | 1,2 | 1,0 | 0,7 | 11,1 |
| 1985-1986 | G.S. Warriors     | 77  | 74  | 31,7 | 53,6 | 0,0 | 49,3 | 11,1 | 1,2 | 0,8 | 0,6 | 9,6  |
| 1986-1987 | G.S. Warriors     | 80  | 78  | 29,7 | 54,6 | 0,0 | 57,4 | 11,5 | 1,2 | 0,9 | 0,7 | 8,8  |
| 1987-1988 | G.S. Warriors     | 20  | 10  | 25,0 | 47,2 | 0,0 | 40,7 | 9,1  | 1,3 | 0,6 | 0,6 | 6,4  |
| 1988-1989 | G.S. Warriors     | 80  | 78  | 23,7 | 55,2 | -   | 31,0 | 8,2  | 1,5 | 0,8 | 0,7 | 5,7  |
| 1989-1990 | Houston Rockets   | 74  | 0   | 17,6 | 47,4 | 0,0 | 36,4 | 6,1  | 0,9 | 0,8 | 0,4 | 3,0  |
| 1990-1991 | Houston Rockets   | 81  | 28  | 23,7 | 48,7 | -   | 24,0 | 8,8  | 1,1 | 1,0 | 0,3 | 3,3  |
| 1991-1992 | Houston Rockets   | 45  | 7   | 17,8 | 54,3 | 0,0 | 36,4 | 5,7  | 0,7 | 0,5 | 0,2 | 2,3  |
| 1992-1993 | San Antonio Spurs | 66  | 13  | 12,6 | 43,7 | -   | 40,9 | 4,1  | 0,4 | 0,3 | 0,2 | 1,3  |
| Carriera  | Carriera          | 883 | 525 | 25,9 | 53,1 | 0,0 | 53,1 | 9,2  | 1,1 | 0,8 | 0,5 | 6,7  |

#### Play-off
| Anno     | Squadra           | PG | PT | MP   | TC%  | 3P% | TL%  | RP   | AP  | PRP | SP  | PP   |
| -------- | ----------------- | -- | -- | ---- | ---- | --- | ---- | ---- | --- | --- | --- | ---- |
| 1987     | G.S. Warriors     | 10 | 10 | 32,9 | 53,1 | -   | 70,8 | 13,7 | 1,7 | 1,2 | 0,6 | 10,3 |
| 1989     | G.S. Warriors     | 8  | 8  | 18,5 | 25,0 | -   | -    | 5,0  | 2,0 | 0,8 | 1,4 | 1,0  |
| 1990     | Houston Rockets   | 4  | 0  | 18,3 | 75,0 | -   | -    | 3,3  | 1,3 | 1,0 | 0,0 | 3,0  |
| 1991     | Houston Rockets   | 3  | 0  | 19,0 | 25,0 | 0,0 | 0,0  | 4,3  | 1,3 | 0,3 | 0,3 | 0,7  |
| 1993     | San Antonio Spurs | 6  | 0  | 8,3  | 66,7 | -   | 75,0 | 2,7  | 0,2 | 0,7 | 0,3 | 1,2  |
| Carriera | Carriera          | 31 | 18 | 21,2 | 50,0 | 0,0 | 69,0 | 7,1  | 1,4 | 0,9 | 0,6 | 4,3  |

## Palmarès
- NBA All-Rookie First Team (1981)
- 1 volta maggior numero di rimbalzi offensivi in stagione NBA